# Clyde Wiegand
Clyde Wiegand (23 de maio de 1915 — Oakland (Califórnia), 5 de julho de 1996) foi um físico estadunidense.
É conhecido por ser um dos descobridores do antipróton em 1955, juntamente com Owen Chamberlain, Emilio Gino Segrè e Thomas Ypsilantis. Contribuiu nas pesquisas da bomba atômica.
Morreu em sua casa em Oakland (Califórnia)